# Premier ministre des Antilles néerlandaises
Le Premier ministre des Antilles néerlandaises ((nl) : Premier van de Nederlandse Antillen) est de 1951 à 2010 le chef de l’exécutif de État fédéral autonome des Antilles néerlandaises. Il se met en place à partir de l'Arrêté royal du 3 mars 1951 comme Règlement des Antilles néerlandaises (nl). La fonction disparaît le 10 octobre 2010 avec la dissolution de l'État fédéral autonome des Antilles néerlandaises.

## Liste des Premiers ministre des Antilles néerlandaises
- Moises Frumencio da Costa Gomez  (Parti national du peuple) .
- Efraïn Jonckheer (Parti démocratique) - 15 décembre 1954 - 14 février 1968
- Ciro Kroon (Parti démocratique) - 14 février 1968 - 27 juin 1969
- par intérim Gérald Sprockel - 27 juin 1969 - 12 décembre 1969
- Ernesto Petronia (Parti patriotique d'Aruba) - 12 décembre 1969 - 12 février 1971
- Ronchi Isa (Parti démocratique) - 13 février 1971 - 1er juin 1971 (1re fois)
- Otto R.A. Beaujon (Parti démocratique) - 1er juin 1971 - octobre 1972
- Ronchi Isa (Parti démocratique) - 15 novembre 1972 - 19 décembre 1973 (2e fois)
- Juancho Evertsz (Parti national du peuple) - 20 décembre 1973 - 30 septembre 1977
- par intérim Leo Chance (Mouvement populaire des Îles-du-Vent) - 30 septembre 1977 - 4 octobre 1977
- par intérim Lucinda da Costa Gomez-Matheeuws (Parti national du peuple) - 4 octobre 1977 - 14 octobre 1977
- Silvius Gerard Marie Rozendal (Parti démocratique) - 14 octobre 1977 - 6 juillet 1979
- par intérim Miguel A. Pourier (Union patriotique bonairienne) - 6 juillet 1979 - décembre 1979 (1re fois)
- Dominico Martina (Partido MAN) - décembre 1979 - 18 septembre 1984 (1re fois)
- Maria Liberia-Peters (Parti national du peuple) - 18 septembre 1984 - 1er janvier 1986 (1re fois)
- Dominico Martina (Partido MAN) - 1er janvier 1986 - 17 mai 1988 (2e fois)
- Maria Liberia-Peters (Parti national du peuple) - 17 mai 1988 - 25 novembre 1993 (2e fois)
- par intérim Susanne Camelia-Römer (Parti national du peuple) - 25 novembre 1993 - 28 décembre 1993 (1re fois)
- par intérim Alejandro Felippe Paula (Parti national du peuple) - 28 décembre 1993 - 31 mars 1994
- Miguel Arcangel Pourier (Parti pour la restructuration des Antilles) - 31 mars 1994 - 14 mai 1998 (2e fois)
- Susanne Camelia-Römer (Parti national du peuple) - 14 mai 1998 - 8 novembre 1999
- Miguel Arcangel Pourier (Parti pour la restructuration des Antilles) - 8 novembre 1999 - 3 juin 2002
- Etienne Ys (Parti pour la restructuration des Antilles) - 3 juin 2002 - 22 juillet 2003 (1re fois)
- par intérim Ben Komproe (Parti de la libération des travailleurs du front du 30 mai) - 22 juillet 2003 - 11 août 2003
- Mirna Louisa-Godett (Parti de la libération des travailleurs du front du 30 mai) - 11 août 2003 - 3 juin 2004
- Etienne Ys (Parti pour la restructuration des Antilles) - 3 juin 2004 - 26 mars 2006 (2e fois)
- Emily de Jongh-Elhage (Parti pour la restructuration des Antilles) - 26 mars 2006 - 10 octobre 2010